# Paramount Animation
Paramount Animation è uno studio di animazione statunitense specializzato nella produzione di lungometraggi d'animazione. È sussidiario di Paramount Pictures, divisione del gruppo Paramount Skydance Corporation. Lo studio è stato fondato il 6 luglio 2011. 
Il suo primo film, SpongeBob - Fuori dall'acqua, è stato pubblicato il 6 febbraio 2015; Il suo film più recente, SpongeBob - Amici in fuga, è stato pubblicato il 14 agosto 2020.

## Lungometraggi
Tutti i film sono coprodotti e distribuiti da Paramount Pictures.

### Film usciti
| #  | Titolo                          | Pubblicazione     | Co-produzione con                                                | Servizi d'animazione                                                               | Registi                                         | Musiche                      |
| -- | ------------------------------- | ----------------- | ---------------------------------------------------------------- | ---------------------------------------------------------------------------------- | ----------------------------------------------- | ---------------------------- |
| 1  | SpongeBob - Fuori dall'acqua    | 6 febbraio 2015   | Nickelodeon Movies, United Plankton Pictures                     | Rough Draft Studios, Iloura                                                        | Paul Tibbitt, Mike Mitchell (sequenza dal vivo) | John Debney                  |
| 2  | Il piccolo principe             | 29 luglio 2015    | ON Animation Studios, Orange Studio, LPPTV, M6 Films             | Onyx Entertainment, Mikros Image (Montreal), Lucky Red                             | Mark Osborne                                    | Hans Zimmer, Richard Harvey  |
| 3  | Anomalisa                       | 30 dicembre 2015  | Starburns Industries                                             |                                                                                    | Charlie Kaufman, Duke Johnson                   | Carter Burwell               |
| 4  | Monster Trucks                  | 13 gennaio 2017   | Disruption Entertainment, Nickelodeon Movies                     | Mr. X, Moving Picture Company                                                      | Chris Wedge                                     | Dave Sardy                   |
| 5  | Sherlock Gnomes                 | 23 marzo 2018     | Metro-Goldwyn-Mayer, Rocket Pictures                             | Mikros Image (Londra e Parigi), Reel FX Creative Studios                           | John Stevenson                                  | Chris Bacon                  |
| 6  | Wonder Park                     | 15 marzo 2019     | Nickelodeon Movies, Midnight Radio Productions (non accreditato) | Ilion Animation Studios                                                            | Dylan Brown (non accreditato)                   | Steven Price                 |
| 7  | SpongeBob - Amici in fuga       | 14 agosto 2020    | Nickelodeon Movies, United Plankton Pictures, MRC                | Mikros Image (Montreal)                                                            | Tim Hill                                        | Hans Zimmer, Steve Mazzaro   |
| 8  | Steve - Un mostro a tutto ritmo | 15 dicembre 2021  | WWE Studios, Walden Media                                        | Reel FX Creative Studios                                                           | Hamish Grieve                                   | Lorne Balfe                  |
| 9  | Sotto la passerella             | 27 ottobre 2023   | Walden Media                                                     | DNEG Animation                                                                     | David Soren                                     | John Debney, Jonathan Sadoff |
| 10 | L'apprendista della tigre       | 2 febbraio 2024   | New Republic Pictures (non accreditato), Jane Startz Productions | Mikros Animation                                                                   | Raman Hui                                       | Steve Jablonsky              |
| 11 | Transformers One                | 20 settembre 2024 | Industrial Light & Magic                                         | Hasbro Entertainment, New Republic Pictures, Di Bonaventura Pictures, Bayhem Films | Josh Cooley                                     | Brian Tyler                  |
| 12 | I Puffi - Il film               | 18 luglio 2025    | Cinesite Vancouver                                               | Marcy Media Films, LAFIG Belgium, Peyo Company                                     | Chris Miller                                    | Henry Jackman                |